# Stazione di Alkmaar Noord
La stazione di Alkmaar Noord è una stazione ferroviaria secondaria di Alkmaar, Paesi Bassi. È una stazione passante di superficie a due binari sulle linee ferroviarie Den Helder-Amsterdam e Alkmaar-Hoorn.